# 加藤寛崇
加藤 寛崇（かとう ひろたか、1977年1月22日 - ）は、日本のアニメーター、キャラクターデザイナー。アートランド出身で現在はフリー。ぎゃろっぷの作品を中心に活動している。

## 参加作品

### テレビアニメ
1997年
- さくらももこ劇場 コジコジ（動画）

1998年
- プリンセスナイン 如月女子高野球部（動画）

1999年
- おじゃる丸（作画監督・原画・動画）
- こちら葛飾区亀有公園前派出所（原画・動画）

2000年
- 遊☆戯☆王デュエルモンスターズ（動画）

2004年
- 遊☆戯☆王デュエルモンスターズGX（OP/EDクリエイター）

2005年
- アイシールド21（キャラクターデザイン、作画監督、原画、第2原画・第5期OPED作画監督・原画、第6期・第7期ED作画監督、第2期OP原画）
- アニマル横町（第1期ED原画）

2007年
- 電脳コイル（原画）

2008年
- 遊☆戯☆王5D's（原画）

2009年
- 川の光（原画）

2011年
- ギルティクラウン（原画・第1期OP原画）
- 遊☆戯☆王ZEXAL（プロップデザイン・原画）

2012年
- 遊☆戯☆王ZEXALII（プロップデザイン、第1期OP作画監督・原画）

2014年
- 鬼灯の冷徹（キャラクターデザイン・総作画監督・原画・第二原画）

2017年
- 魔法使いの嫁（キャラクターデザイン・総作画監督）

2020年
- GREAT PRETENDER（サブキャラクターデザイン・総作画監督）

2023年
- 魔法使いの嫁 SEASON2（キャラクターデザイン）

### 劇場アニメ
2000年
- 映画おじゃる丸 約束の夏 おじゃるとせみら（動画）

2003年
- こちら葛飾区亀有公園前派出所 THE MOVIE2 UFO襲来! トルネード大作戦!!（原画）

2012年
- 劇場版 BLOOD-C The Last Dark（原画）

2013年
- ハル（作画監督）

2015年
- 屍者の帝国（総作画監督）

2022年
- 映画ドラえもん のび太の宇宙小戦争 2021（原画）

### OVA
2008年
- 遊☆戯☆王5D's 進化する決闘! スターダストVSレッド・デーモンズ（原画）

2016年
- 魔法使いの嫁 星待つひと（2016年 - 2017年、キャラクターデザイン・総作画監督）

2021年
- 魔法使いの嫁 西の少年と青嵐の騎士（キャラクターデザイン）

### Webアニメ
- 亡念のザムド（2008年、原画）※河東弘隆名義
- GREAT PRETENDER razbliuto（2024年、キャラクターデザイン・総作画監督[4]）
- ムーンライズ（2025年、作画監督）